# ورم كوليسترولي
الورم الكوليسترولي (بالإنجليزية: cholesteatoma)‏ هو تجمُّع غير طبيعي لخلايا جلديَّة داخل الأذن، وهو حالةٌ غير شائعة جداً. قد يُؤدي إهمال علاجه إلى استمرار نموُّه مُسبِّباً الضررَ للبُنى الدقيقة داخلَ الأذن، مثل العظام الصغيرة (العُظَيمات) والأعضاء الضروريَّة للسمع والتوازن.

## نتائج
ممكن أن يؤدِّي الورمُ الكوليستيرولي إلى:
- إصابة الأذن بالعدوى، مما يُسبِّبُ خروجَ مفرزاتٍ من الأذن.
- فقدان السمع، والذي قد يكون دائماً.
- الدوار (إحساس الشخص بدورانه حول نفسه، أو أنَّ العالم يدور به).
- الطنين.
- تضرُّر في العصب الوجهي، ممَّا يؤدِّي إلى حدوث ضَعف في نصف الوجه.
- قد تنتشر العدوى في حالاتٍ نادرةٍ جداً إلى الأذن الداخليَّة (الباطنة) والدماغ، مما يؤدي إلى الإصابة بخراج الدماغ أو التهاب السحايا.

## الأعراض
يصيب الورمُ الكوليستيرولي أذناً واحدة عادةً. وهناك عرضان شائعان للإصابة به، وهما:
خروج مستمر لمفرزات (ذات رائحة كريهة غالباً) من الأذن المصابة
فقدان تدريجي للسمع في الأذن المصابة.
كما قد يعاني بعضُ الأشخاص أيضاً من الانزعاج الخفيف أو الشعور بالامتلاء في آذانهم.

## الإصابة
تحدث الإصابةُ بالورم الكوليستيرولي إذا انخمص جزءٌ من غشاء الطبل بسبب مشاكل في توازن الضغط على جانبيه.
وقد يحدث ذلك عندما لا يعمل النَّفيرُ (نفيرُ أوستاش) بشكلٍ صحيح، وهو أنبوبٌ رفيع يمتدُّ من الأذن الوسطى إلى الجزء الخلفي من الأنف. وتكون إحدى وظائفه الرئيسيَّة هي المساعدة على المحافظة على ضغط الهواء الطبيعي داخل الأذن.
في الحالة الطبيعة، يجري التخلّصُ من خلايا الجلد الميتة بشكل مستمر وطرحها خارج الأذن؛ ولكن، عندَ وجود انخماص في غشاء الطبل، فقد تتشكَّل جَيبةٌ يمكن لخلايا الجلد الميتة التَّجمُّع فيها.
وقد يحدث الورمُ الكوليستيرولي بعد تَضَرُّر غشاء الطبل بسبب إصابةٍ أو عدوى، أو بعدَ إجراء أيِّ نوعٍ من العمليَّات الجراحيَّة في الأذن.
وفي حالاتٍ نادرة، قد يُولد الطفلُ مُصاباً بهذه الحالة، وذلك نتيجةً لعيبٍ خلقيٍ في بنية الأذن.

## العلاج
قوم اختصاصيُّ الأنف والأذن والحنجرة بإعادة فحص الأذن للتأكُّد من إصابةٍ المريض بالورم الكوليستيرولي، وقد يُجري له بعضَ الاختبارات السمعيَّة، أو يطلب إجراء تصوير طبقي محوريCT Scan) لمعرفة الأجزاء المصابة بالأذن

### الجراحة
غالباً ما يجري استئصالُ الورم الكوليستيرولي بعملٍ جراحيٍّ تحت التخدير العام.
يَعمدُ الجرَّاحون عادةً إلى أن يكونَ الجرحُ إمَّا خلفَ الأذن، أو أمامها وفوقها مباشرةً. وبالإضافة إلى إزالة الخلايا المتموِّتة، قد يحتاج الأطباء أيضاً إلى إزالة جزء من العظم الخشائي الشبيه بالإسفنج (جزء من الجمجمة خلف الأذن) وإصلاح أيِّ ثقبٍ في غشاء الطبل.
قد يعمد الأطباءُ إلى حشو ضماد ضمن الأذن بعدَ الانتهاء من العمل الجراحي، ومن ثم إزالته بعدَ مرور بضعة أسابيع على ذلك. ويتولَّى الفريقُ الطبِّي تزويدَ المريض بالإرشادات حولَ العناية بالضماد في أثناء هذه الفترة.
تتشابه مخاطرُ الجراحة مع مخاطر عدم علاج الورم الكوليستيرولي، والتي تشمل فقدانَ السمع والطنين والدُّوار، إلاَّ أنَّ فوائدَ إزالة الورم تفوق كثيراً مخاطره بشكلٍ عام. وعلى كل حال، ينبغي على المريض مناقشة ذلك مع الجرَّاح.

### بعد الجراحة
غالباً ما يحتاج المريضُ للبقاء في المستشفى لليلة واحدة بعد إجراء العمليَّة الجراحيَّة، كما يُفترض به أخذ إجازةٍ من العمل لمدة تتراوح بين أسبوع إلى أسبوعين. ومن الأفضل استشارة الطبيب بهذا الخصوص.

### نصائح الرعاية الذاتية
عندَ العودة إلى المنزل، ينبغي الحرصُ على إبقاء الأذن التي أُجرِيَت لها الجراحةُ جافَّةً. ومن المفترض أن يتمكَّنَ المريضُ من غسل شعره بعد أسبوع من إجراء الجراحة، وذلك بشرط تجنُّب إدخال الماء إلى أذنه. ويمكن ضمانُ ذلك عن طريق إغلاق الأذن باللفافات القطنية المُغَطَّاة بالفازلين.
قد يكون من الضروري تجنُّب السباحة وممارسة الألعاب الرياضية والنشاطات الشاقَّة لبضع أسابيع. ويمكن استشارةُ الطبيب لاحقاً عن موعد استئناف هذه النشاطات.
كما قد يوصي الجرَّاحُ أيضاً بتجنُّب ركوب الطائرة لعدَّة أسابيع بعد إجراء الجراحة.
في حال استخدم الطبيبُ خيوطاً غير قابلة للامتصاص في أثناء خياطة الجرح، فسيكون من الضروري إزالتها بعد أسبوع أو أسبوعين من الجراحة، وهو ما يمكن للممرِّضة القيام به.
سيُحدَّد للمريض في معظم الحالات موعدٌ لمراجعة الطبيب في غضون بضعة أسابيع بعدَ إجراء الجراحة، وسيجري في أثناء هذه الزيارة إزالةَ أية ضمادات موجودة في الأذن.
يمكن للورم الكوليستيرولي أن يُعاودَ الحدوثَ مرَّةً أخرى، وقد تظهر إصابةٌ جديدة في الأذن الأخرى، لذلك ينبغي على المريض الالتزام بحضور مواعيد المتابعة لمراقبة ذلك.
قد يحتاج بعضُ الأشخاص إلى إجراء عمليَّةٍ جراحيَّةٍ أخرى بعد عامٍ تقريباً، للتحقُّق من عدم وجود أيّة خلايا جلديَّة متبقِّية.

## العلامات
ينبغي على المريض الاتِّصال بالطبيب أو بقسم الأنف والأذن والحنجرة إذا اشتكى من:
- خروج مفرزات أو حدوث نزف كبير من الأذن أو جرح العملية.
- ارتفاع درجة الحرارة (حمى).
- الشعور بألم شديد أو متزايد.
- فقد تكون هذه المشاكلُ علاماتٍ على حدوث مضاعفات، كالإصابة بالعدوى.

## روابط خارجية
- Information on Cholesteatomas
- Functional Orthogonal Cholesteatoma Surgery